# Moving Picture Company
Moving Picture Company (MPC) est une société spécialisée dans les effets visuels.

## Historique
MPC a été fondée en 1974 par Mike Luckwell, et est rapidement devenu l'un des plus grands studio de post-production en Europe. Luckwell vend la MPC à Carlton Communications en 1983, contre un mélange d'espèces et d'actions. Il devient de la sorte le directeur général de Carlton et son plus grand actionnaire individuel. Durant la fusion de MPC Carlton Communications avec ITV Granada afin de créer ITV London en 2004, ils vendent la MPC au groupe français Thomson SA pour 52,7 millions de livres Sterling. À la suite de cette acquisition, Thomson, maintenant connu comme Technicolor SA, vise à faire croître la MPC en la faisant travailler sur de plus en plus de films. À la fin de la décennie, la MPC est reconnue parmi les plus grandes sociétés d'effets visuels numériques au monde,.
En septembre 2019, Mikros Image Publicité et MPC unissent leurs forces à Paris pour créer Mikros MPC Advertising.
En novembre 2019, la société a fermé le studio de Vancouver, licenciant 800 animateurs.
Depuis le 9 septembre 2021, Mikros Image VFX et MPC ont uni leurs forces pour devenir MPC Paris.
À la suite de la chute de Technicolor et depuis avril 2025, MPC Paris et MPC Liège font maintenant parti du groupe TransPerfect.

## Filmographie partielle

### Films
- GoldenEye (1995)
- Le Masque de Zorro (1998)
- Le monde ne suffit pas (1999)
- Snatch : Tu braques ou tu raques (2000)
- Stalingrads (2001)
- Lara Croft: Tomb Raider (2001)
- Harry Potter (série de films) (2001-2011)
- 28 jours plus tard (2002)
- Pluto Nash (2002)
- Meurs un autre jour (2002)
- Big Fish (2003)
- Troie (2004)
- Alien vs.Predator (2004)
- Alexandre (2004)
- Kingdom of Heaven (2005)
- Batman Begins (2005)
- Charlie et la Chocolaterie (2005)
- Casino Royale (2006)
- Da Vinci Code (2006)
- Poseidon (2006)
- X-Men : L'Affrontement final (2006)
- Sunshine (2007)
- Chambre 1408 (2007)
- Sweeney Todd: The Demon Barber of Fleet Street (2007)
- Le Monde de Narnia : Le Prince Caspian (2008)
- Quantum of Solace (2008)
- Watchmen : Les Gardiens (2009)
- Anges et Démons (2009)
- Percy Jackson : Le Voleur de foudre (2010)
- Prince of Persia : Les Sables du Temps (2010)
- X-Men : Le Commencement (2011)
- Fast & Furious (série de films) (2011-2015)
- Pirates des Caraïbes : La Fontaine de jouvence (2011)
- Sucker Punch (2011)
- L'Odyssée de Pi (2012)
- Skyfall (2012)
- John Carter (2012)
- Prometheus (2012)
- Man of Steel (2013)
- World War Z (2013)
- La Vie rêvée de Walter Mitty (2013)
- Maléfique (2014)
- Exodus: Gods and Kings (2014)
- Le Septième Fils (2014)
- Les Gardiens de la Galaxie (2014)
- X-Men: Days of Future Past (2014)
- Godzilla (2014)
- Spectre (2015)
- Les Quatre Fantastiques (2015)
- Seul sur Mars (2015)
- The Revenant (2015)
- Cendrillon (2015)
- Terminator Genisys (2015)
- Batman v Superman : L'Aube de la justice (2016)
- Independence Day: Resurgence (2016)
- Suicide Squad (2016)
- Le Livre de la Jungle (2016)
- X-Men: Apocalypse (2016)
- Les Animaux Fantastiques (2016)
- Passengers (2016)
- Monster Cars (2017)
- xXx: Reactivated (2017)
- Le Roi Arthur : La Légende d'Excalibur (2017)
- Alien: Covenant (2017)
- Wonder Woman (2017)
- Blade Runner 2049 (2017)
- Justice League (2017)
- Pokémon : Détective Pikachu (2019)
- Le Roi lion (2019)
- Adam à travers le temps (2022)
- Napoléon (2023)
- Le Règne animal (2023)
- Mufasa : Le Roi lion (Mufasa: The Lion King) (2024)
- Allégorie citadine (2024)[12]
- Emilia Perez (2024)

### Série télévisée
- Merlin (1998)
- Frères d'armes (2001)
- Discworld (2008)
- Boardwalk Empire (2012)
- Game of Thrones (2014)
- The Walking Dead: Daryl Dixon (2023)
- Tapie (2023)

### Les vidéos de musique
- Adele, "Send My Love (To Your New Lover)"
- Bloc Party, "The Prayer"
- Clean Bandit ft. Louisa Johnson, "Tears"
- Massive Attack, "Live With Me"
- Two Door Cinema Club, "Are We Ready? (Wreck)"
- U2, "Song for Someone"

## Récompenses
- Oscar des Meilleurs Effets Visuels
  - Récompenses :
    - Le Livre De La Jungle (2016) - Adam Valdez
    - L'Odyssée de Pi (2012) - Guillaume Rocheron [13]
    - Blade Runner 2049 (2017) - John Nelson, Gerd Nefzer, Paul Lambert et Richard R. Hoover [14],[15]

  - Nominations :
    - Poseidon (2006),
    - Harry Potter et les Reliques de la mort - Partie 1 (2010),
    - Harry Potter et les Reliques de la mort - Partie 2 (2011)
    - Prometheus (2012)
    - Lone Ranger : Naissance d'un héros (2013)
    - les Gardiens de la Galaxie (2014)
    - X-Men: Days of Future Past (2014)
    - Seul Sur Mars (2015)
- BAFTA Award des Meilleurs Effets Spéciaux Visuels
  - Récompenses :
    - L'Odyssée de Pi (2012) - Guillaume Rocheron
    - Harry Potter et les Reliques de la mort - Partie 2 (2011) - Greg Butler[16]

  - Nominations :
    - Poseidon (2006)
    - Harry Potter et les Reliques de la mort - Partie 1 (2010)
    - Prometheus (2012)
    - Lone Ranger : Naissance d'un héros (2013),
    - Les Gardiens de la Galaxie (2014)
    - X-Men: Days of Future Past (2014)
    - Seul Sur Mars (2015)